# ورزشگاه سرپوشیده هائومارک
ورزشگاه سرپوشیده هائومارک (تایلندی: อินดอร์ สเตเดียม หัวหมาก) یک سالن سرپوشیده در بانکوک، تایلند است. گنجایش اصلی ورزشگاه ۱۵۰۰۰ نفر به هنگام ساخت برای بازی‌های آسیایی ۱۹۶۶ بود. بعد از نوسازی برای جام جهانی فوتسال ۲۰۱۲، ظرفیت آن به ۶۰۰۰ صندلی و قابل گسترش به ۸۰۰۰ صندلی، کاهش یافت.
این سالن معمولاً برای کنسرت موسیقی، بدمینتون، بوکس، بسکتبال، فوتسال و والیبال استفاده‌می‌شود. در ۲۲ مه ۲۰۰۱، گروه ایرلندی پاپ وست‌لایف کنسرتی را برای حمایت از آلبوم خود در این مکان برگزار کرد.